# Bussum-Zuid
Bussum-Zuid is, behalve de naam van een treinstation (station Bussum Zuid), ook de informele naam van een grote, naoorlogse uitbreidingswijk in Bussum, in de Nederlandse gemeente Gooise Meren (provincie Noord-Holland). Ze ligt grotendeels ten zuiden van de doorgaande weg de Ceintuurbaan, die voordien de zuidelijke grens van de bebouwing in Bussum vormde. Samen met een iets ouder noordelijk gedeelte gelegen tussen de Ceintuurbaan en de Huizerweg, vormt het oostelijk deel van de wijk (de Oostereng) tevens de oostelijke kern van de Bussumse uitbreiding in zuidoostelijke richting tot aan de Bussummerheide. Daarnaast vormt het westelijk gedeelte van de wijk (de Westereng) de aansluitende uitbreiding in zuidelijke richting, eveneens uitlopend op de Bussummerheide.

De snelle, planmatige naoorlogse nieuwbouw aansluitend op de jaren van de wederopbouw heeft sterk zijn stempel gedrukt op deze wijk. De wijk bestaat inmiddels langer dan een halve eeuw. In de laatste decennia werden bepaalde elementen vervangen door meer hoogwaardige en zorgvuldiger ontworpen nieuwbouw, waarmee de wijk aan aanzien wint. De wijk is vooral bevoorrecht door zijn bijzonder gunstige, geheel open ligging aan het Goois Natuurreservaat.

## Opdeling
Voor statistische doeleinden is Bussum ingedeeld in vier grote wijken:
- Wijk 00 Centrum (CBS-wijkcode:038100)
- Wijk 01 Brediuskwartier (CBS-wijkcode:038101)
- Wijk 02 Eng (CBS-wijkcode:038102), grotendeels gevormd door de beide uitbreidingswijken van Bussum-Zuid (Westereng en Oostereng), maar zij omvat ook enige buurten ten noorden van de Ceintuurbaan.
- Wijk 03 Spiegel (CBS-wijkcode:038103)

In de praktijk wordt het begrip Bussum-Zuid beperkt tot het gedeelte van de wijk Eng dat ten zuiden van de Ceintuurbaan is gelegen. De wijk bestaat uit twee grote delen, de Westereng en de Oostereng, die van elkaar worden gescheiden door een langgerekte parkachtige strook, de zogeheten Groene Long (zie hieronder).

Het gehele gebied werd voor zijn bebouwing aangeduid als de Eng(h). Deze naam is (als Eng) ook gegeven aan het huidige bestemmingsplangebied, waarvan de wijk de kern vormt. Drie oudere deelgebieden van dit plangebied ('de Dennen', het 'Nijverheidskwartier 1977' en de 'Heilig-Hartwijk') liggen juist nog ten noorden van de Ceintuurbaan. Aan de westelijke zijde wordt het gebied begrensd door het plangebied Zuid-West.

De postcode is 1403.

## Geschiedenis
Oorspronkelijk behoorde vroeger het grootste deel van de Engh bij de gemeente Hilversum, maar door herverdeling van gronden wijzigde dit in 1902 en kwam de gehele Eng in de toenmalige gemeente Bussum te liggen. Een ontbrekend stukje van de Bussummerheide kwam bij Hilversum. De Ooster- en Westereng bestonden oorspronkelijk uit vele percelen bouwland en eikenhakhout met vooral in de oostelijke hoek dennen en loofbomen. Afgravingen zijn er op dit deel van de Eng niet geweest, behalve bij de Groene Long.

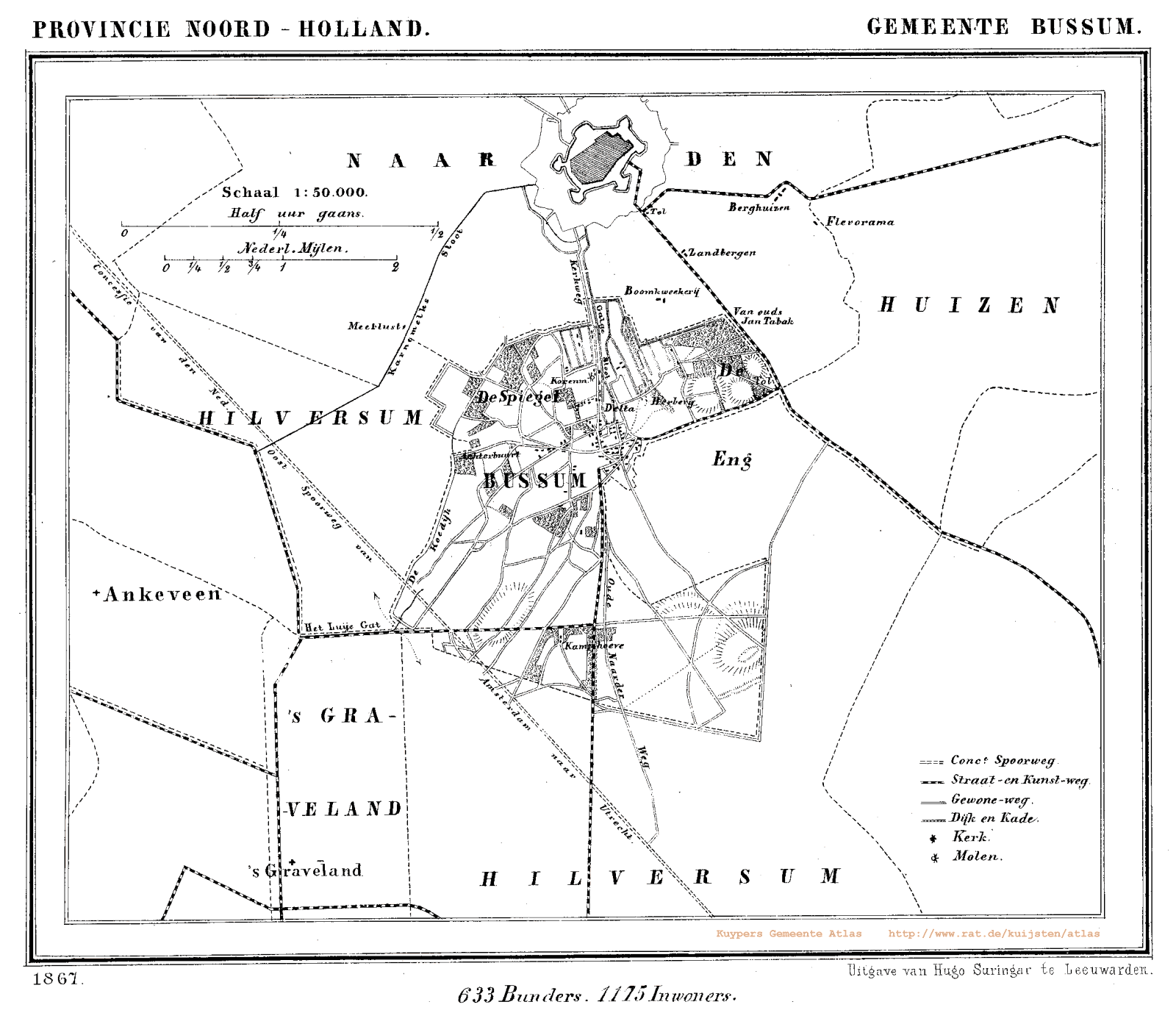
Bussum anno 1867.
Op de kaart vormt de huidige Huizerweg voor een groot deel de noordoostelijke grens van Hilversum. Op dit gedeelte van de Eng zijn de zuidoostelijke wijken van Bussum verrezen, met name de Bloemenbuurt, de Westereng en de Oostereng.

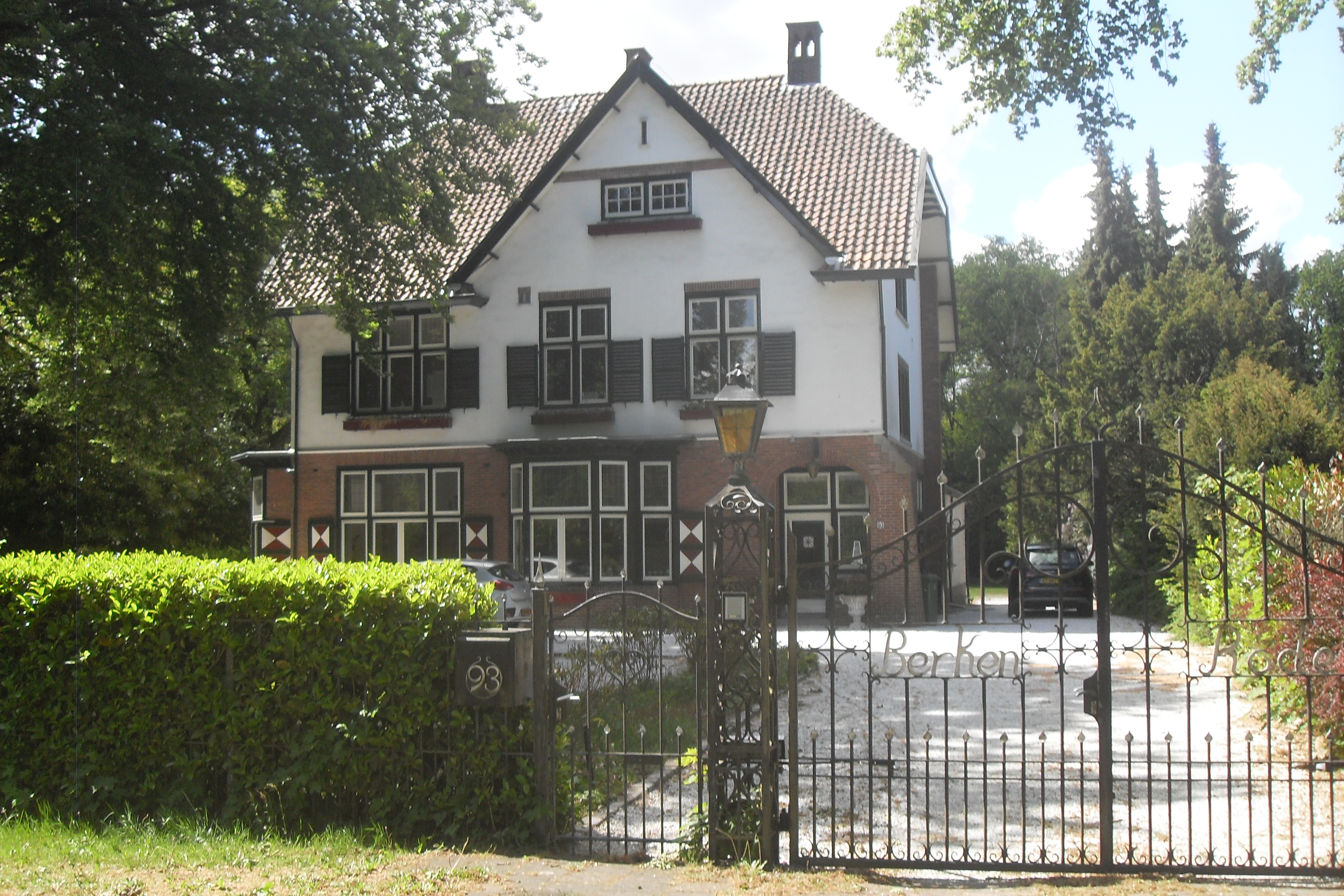
Villa Berkenrode, Amersfoortsestraatweg 93

Direct na de grondruil met Hilversum begon de Maatschappij tot Exploitatie van Bouwterreinen 'Crailoo' reeds grond te verkopen in de oostelijke hoek van de Eng. Met uitzondering van de bouw van twaalf villa's aan de Amersfoortsestraatweg kwam er van deze plannen niet veel terecht. Architecten van de gebouwde villa's waren onder onder anderen K.P.C. de Bazel, Pierre Cuypers en G. Dusschoten.

### Nieuwe woonwijken
Na de Tweede Wereldoorlog waren de inzichten drastisch veranderd en werden de gronden van de Eng benut tot bebouwing met twee grote woonwijken, waarmee voor de snel groeiende bevolking passende huisvesting kon worden geboden. Voor de Eerste Wereldoorlog vormde de huidige Huizerweg voor een groot deel de noordoostelijke grens van Hilversum. Op dit voorheen Hilversumse gedeelte van de Eng zijn de zuidoostelijke wijken van Bussum verrezen:
- eerst, al voor de Tweede Wereldoorlog, het stukje zgn. 'Oud-Zuid' tussen de Huizerweg en de Ceintuurbaan en daarna de Bloemenbuurt.[5][6][7]

De eigenlijke uitbreiding 'Bussum-Zuid' (ten zuiden van de Ceintuurbaan) werd in twee fasen gerealiseerd op het grote restgedeelte van de Eng:
- tijdens de Tweede Wereldoorlog (in 1943) werd gestart met de wijk Westereng, waarna
- medio jaren vijftig - begin jaren zestig met de wijk Oostereng het hele uitbreidingsplan werd afgerond.

### De Dennen

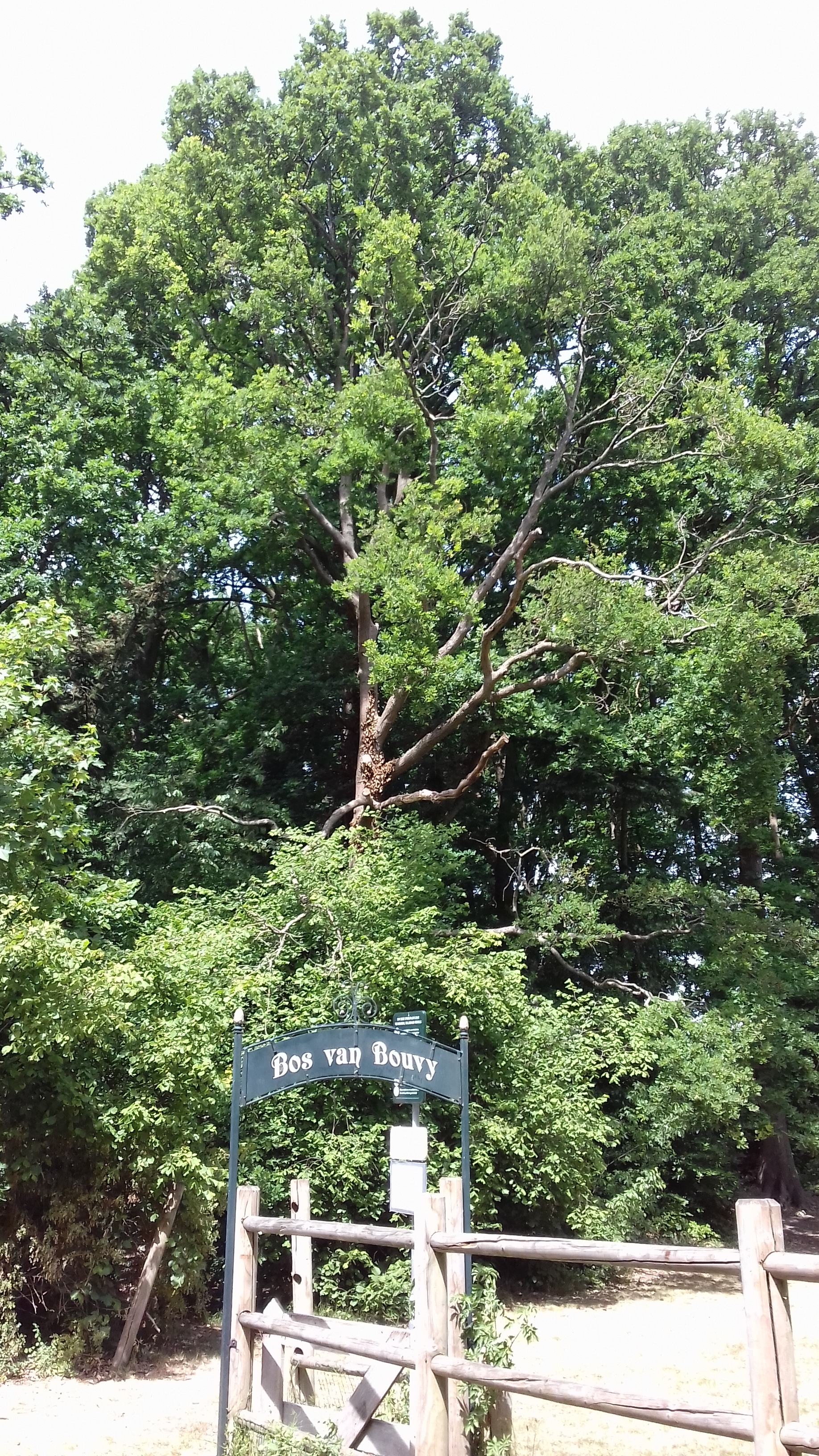
Het restant van het Bos van Bouvy

Een klein gedeelte van de zuidelijke uitbreiding van Bussum vond net ten noorden van de Ceintuurbaan plaats, wat nu 'de Dennen' wordt genoemd. Oorspronkelijk heette dit in de volksmond het Bos van Bouvy. Dit terrein strekte zich met 4 hectaren uit ten oosten van de Brinklaan en ten zuiden van de Singel. De grond van Bouvy was een privédomein en werd bebost. Op het huidige perceel Singel 6 werd een villa gebouwd voor François Bouvy uit Amsterdam, ontworpen door architect Jan Stuyt in 1905. Oorspronkelijk, tot 1886, was hier de Begraafplaats van Bussum. Deze werd gesloten en in 1887 werden de begraven lichamen overgebracht naar de nieuwe Algemene begraafplaats van Bussum, ten westen van de spoorlijn van Hilversum naar Weesp.
Pas toen kon de grond bouwrijp worden gemaakt voor de aanleg van enkele villa's aan de Singel. Vanaf 1949 woonde de zoon van de eerste eigenaar Désiré Bouvy in de villa. In 1963 kocht de gemeente Bussum het grootste deel van de gronden van de villa van de Bouvy om er woningwetwoningen en drie flatgebouwen op te laten bouwen. Het verzorgingstehuis 'Antoniushove' zou als markant hoog gebouw aan de Ceintuurbaan gebouwd worden. Dit werd later weer afgebroken, omdat het tehuis een nieuw gebouw kreeg aan de overkant in de Westereng ('De Antoniushof'). Op de plek zelf verrezen nieuwe woningen. Van het Bos van Bouvy is slechts een klein gedeelte overgebleven, dat als park en speelterrein dienst doet. Achter de singel zijn recent een aantal nieuwe villa's en bungalows gebouwd.

### Zuid-West
De wijk Bussum-Zuid beslaat alleen het zuidelijk deel van Bussum ten oosten van de weg en de spoorlijn naar Hilversum. Het zuidelijke deel van Bussum ten westen daarvan (het plangebied Zuid-West) is grotendeels groen en vrijwel onbebouwd (begraafplaatsen, heide en weilanden). Dat is ook het enige nog groene gebied van grotere omvang binnen de nauwe, aan drie zijden geheel volgebouwde grenzen van de voormalige gemeente Bussum.

### Laatste uitbreiding
De wijk vormt ongeveer een derde van de bebouwde kom van Bussum en materialiseert de snelle, naoorlogse expansie van Bussum in de jaren vijftig en zestig van de twintigste eeuw. In 1966 bereikte de bevolking van Bussum haar hoogtepunt met 42.074 inwoners. Nadien kromp het inwonertal weer met bijna een kwart (32.731 inwoners per 1 mei 2014) en is sindsdien vrijwel stabiel gebleven (33.595 inwoners in 2019).
De wijk vormde de laatste substantiële uitbreiding van Bussum, dat al erg krap in zijn grondgebied zat en met deze uitbreiding praktisch geheel is volgebouwd. Alleen de tegen Bussum aan gelegen Hilversumse Meent is een nog latere uitbreiding aan de westkant van Bussum, daterend uit de tweede helft van de jaren zeventig. Logistiek en infrastructureel kan die ook als nieuwbouw bij Bussum beschouwd worden, maar formeel behoort deze wijk tot de gemeente Hilversum.

## Karakter
In de jaren zestig van de 20e eeuw werd deze zuidelijke uitbreiding als een rustige, typische woonwijk gebouwd. De wijk heeft (vooral in de Oostereng) slechts weinig hoogbouw, weinig winkelgelegenheid en publieke functies; de laatste bestonden uit drie successieve dependances van de bibliotheek op telkens verschillende locaties, maar inmiddels opgeheven, alsmede een drietal kerken, waarvan er een is verdwenen en twee een andere functie of gebruiker hebben gekregen. Ook enkele scholen zijn inmiddels opgeheven. Een ervan biedt huisvesting aan onder meer de Volksuniversiteit en aan Versa Welzijn, dat sociaal buurtwerk aanbiedt. De wijk is voorzien van twee grote woon/zorgcomplexen voor ouderen ('De Antonius Hof' in de Westereng, en 'De Heul' in de Oostereng).
De wijk bestaat inmiddels ruim een halve eeuw. De snelle, planmatige naoorlogse nieuwbouw heeft er sterk zijn stempel op gedrukt. Voor een naoorlogse uitbreidingswijk is het percentage hoogbouw echter opvallend beperkt gehouden, met name in het gebied Oostereng.
De zuidrand van de wijk is met name bevoorrecht door zijn bijzonder gunstige, geheel open ligging aan het Goois Natuurreservaat. Alleen aan deze zuidoostkant van Bussum doet zich die situatie voor.

## Watertoren

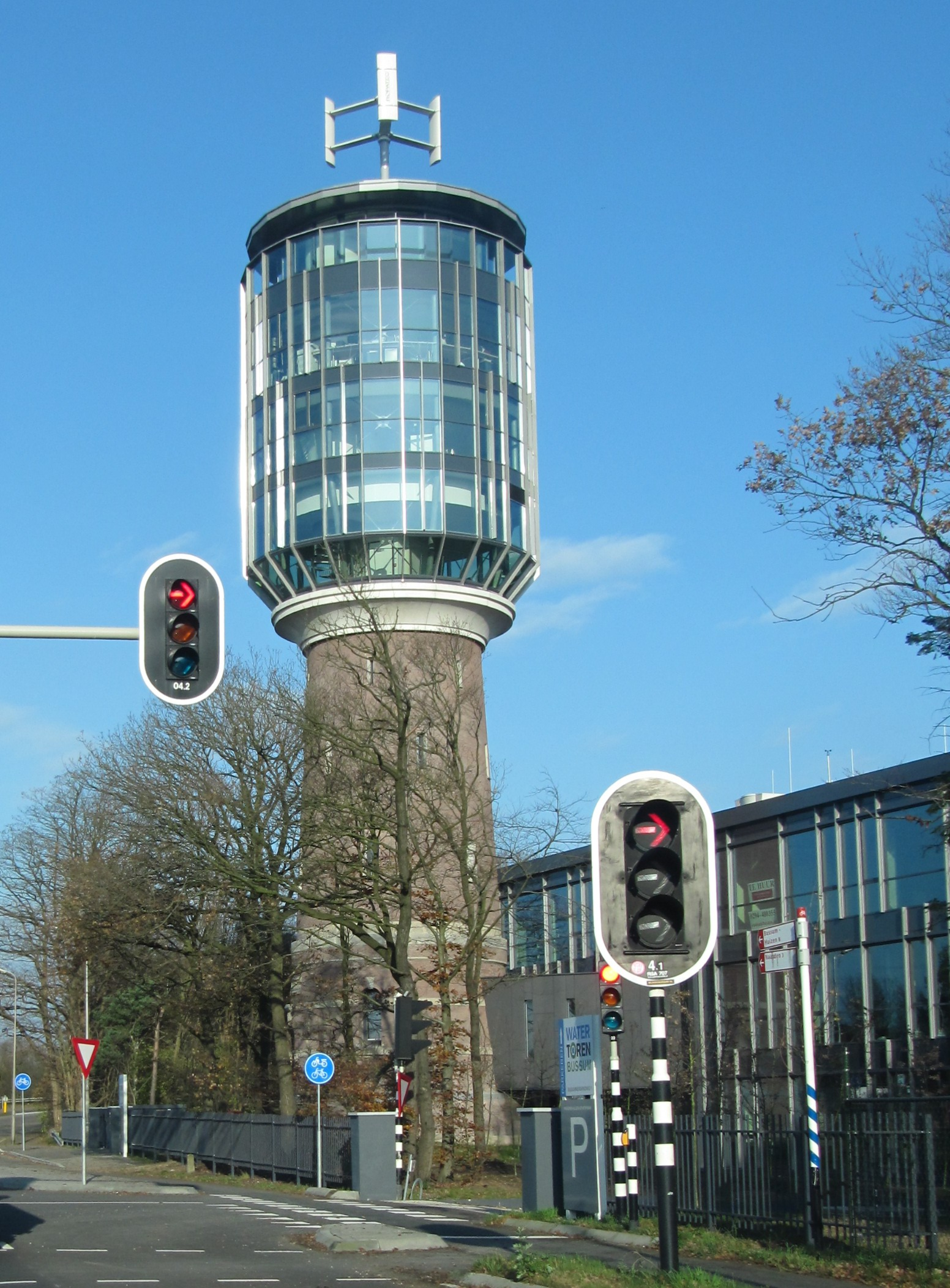
De watertoren uit 1897 werd in 2009 getransformeerd tot futuristisch kantoorgebouw

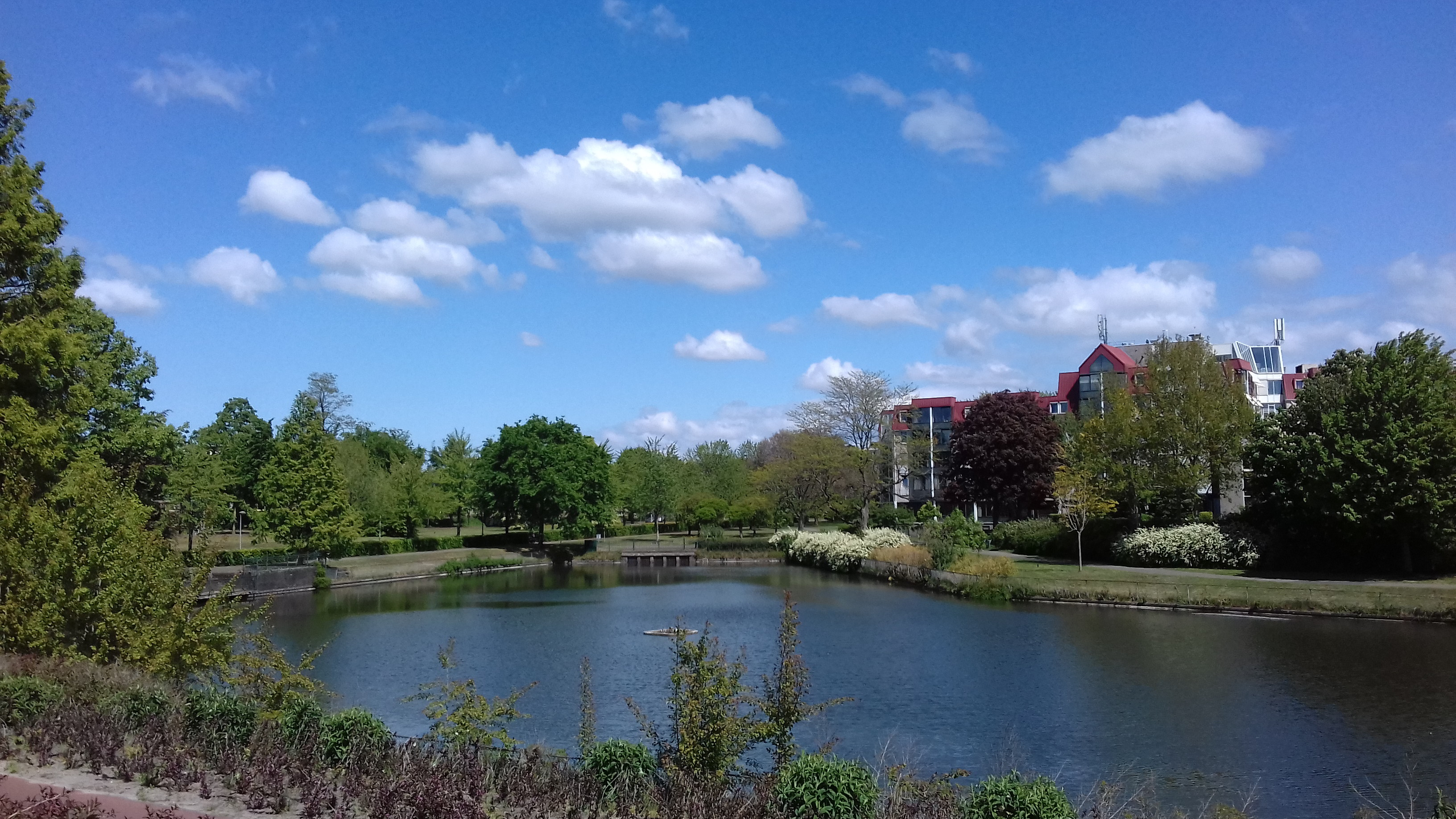
Vijverpark Bussum-Zuid

De watertoren van Bussum-Zuid stond er al toen de wijk nog niet bestond. Het ligt geïsoleerd ten opzichte van de wijk, in de uiterste zuidwestpunt van Bussum-Zuid, buiten de bebouwde kom, ingeklemd in een stukje bos tussen de spoorlijn naar Hilversum en de N524. Dit stukje valt niet onder het plangebied de Engh, maar onder het gebied Zuid-West, waarvan ook de Franse Kamp deel uitmaakt.

## Vijverpark
Het Vijverpark met zijn karakteristieke fontein is gelegen bij de zuidelijke entree van Bussum, op de hoek van de Bussumer Grindweg en de Ceintuurbaan, bij het woonzorgcentrum De Antonius Hof. Voorheen lag hier een 'nevenwerk' van Fort Werk IV, onderdeel van het 'Offensief van Naarden'. Het park werd aangelegd in 1941. De afgegraven grond is gebruikt voor de demping van de Bussumer haven.

## Groene Long
De 'Groene Long' is langgerekte, van noord naar zuid lopende, brede en parkachtige groenstrook met diverse recreatieve voorzieningen. Zij brengt een zekere scheiding aan tussen de woongebieden aan weerszijden ervan. Tegelijk brengt zij ook een zekere sociale scheiding aan, hetgeen voor Bussum en het Gooi in het algemeen, niet ontypisch is. Het oostelijke deel bezit echter niet het elitaire karakter van sommige andere Bussumse en Naardense woonwijken, doordat bij de realisatie ervan is afgeweken van de hier oorspronkelijk geplande minder dichte bebouwing.

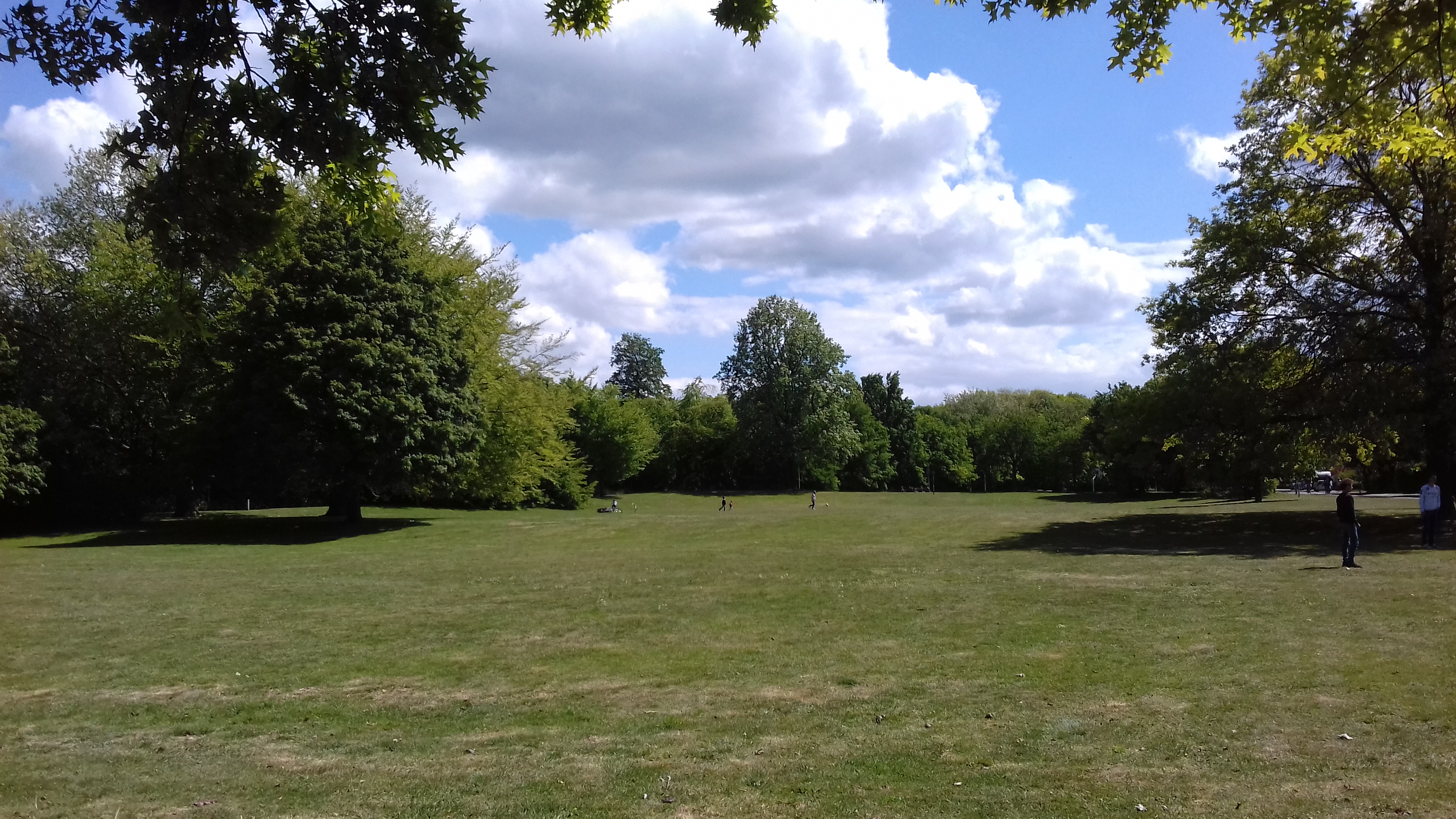
Groene Long met speelweides, Bussum-Zuid

- Ten zuiden van de Ceintuurbaan omvat het park aan de noordkant van de Paviljoenweg wandelgedeelten, speelweiden, en een basketbalplaats, en aan de zuidkant een hertenkamp, een zogenoemd Tiny Forest[10], alsook een in 2012 nieuw aangelegde speeltuin met horeca-paviljoen (zie onder).
- Op de hoek van de Piet Heinlaan-De Ruijterlaan-Tromplaan heeft de Stichting Broedplaats Gooise Meren[11] een 'broedplaats' gevestigd genaamd De Groene Ruijter. De locatie dient als proeftuin, activiteiten- en educatiecentrum en inspiratiebron. Vrijwilligers leggen hier een 'plantenbibliotheek' (moes-, kruiden- en bloementuin) aan.[12]
- Ten noorden van de Ceintuurbaan loopt deze zone door via sport- en recreatieterreinen, naar het theater- en congrescentrum Spant!, en het historische Fort Werk IV.

Voor de Tweede Wereldoorlog al werd er in dit gebied door de gemeente Bussum gestart met afgraving van zandgrond die nodig was voor de bouw van nieuwe woonwijken (met ophoging van reeds afgegraven gronden) en aanleg van wegen. Hiervoor werd zelfs voor het vervoer van het afgegraven zand een tijdelijke smalspoorlijn aangelegd. Nadien toen er een krater overbleef, werd deze met afval uit de gemeente gevuld als tijdelijke vuilnisbelt, daarna werd dit met zand afgedekt en omgevormd tot een park.

### Paviljoen Heidezicht

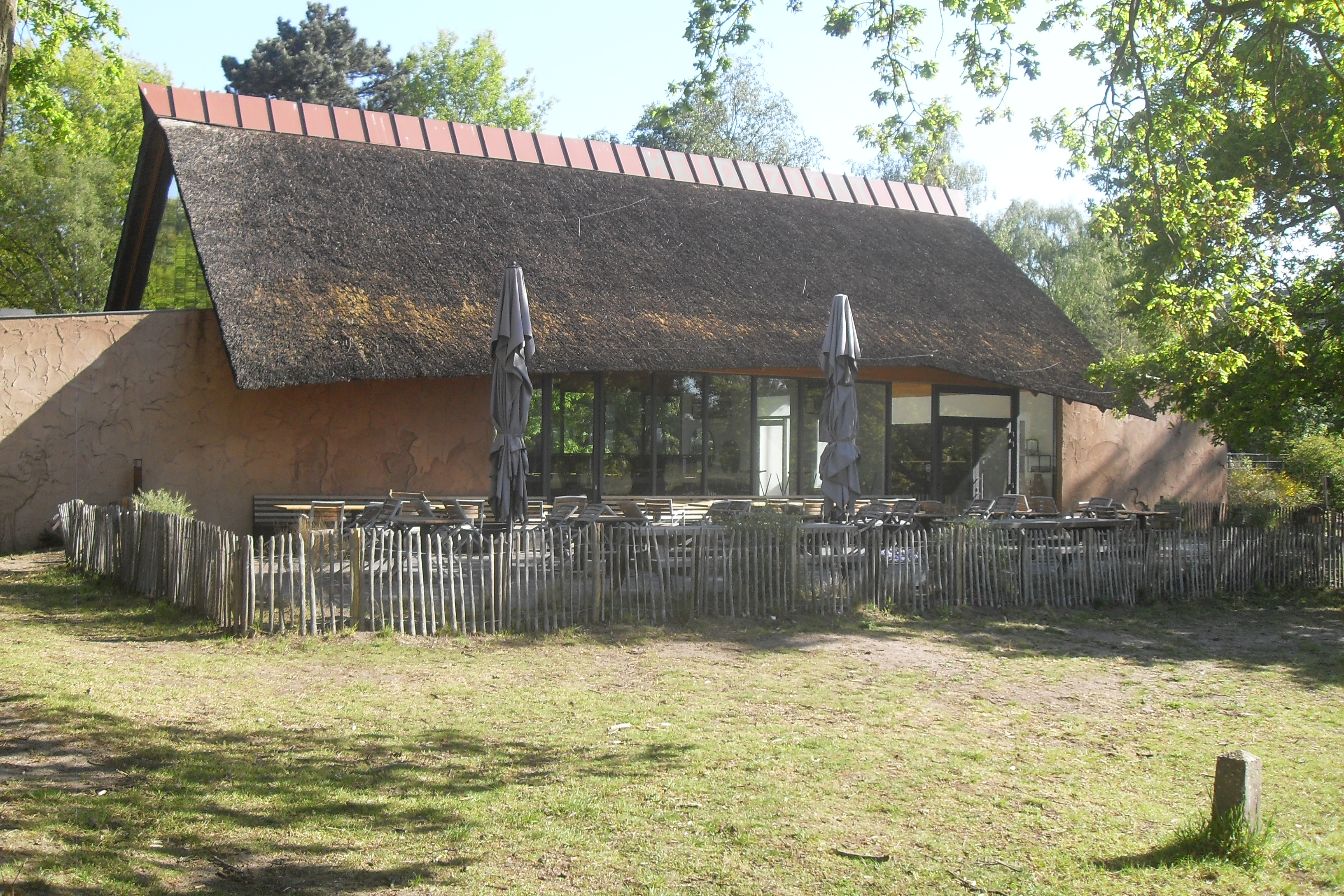
Paviljoen Heidezicht

Aan het zuidelijke einde van de Groene Long, in het verlengde van de Randweg en het hertenkamp, met vrij uitzicht op de heide, is in 2012 een nieuwe, natuurlijke speeltuin met horecapaviljoen ingericht, 'Heidezicht' geheten. Het ontwerp is van architectenbureau Rooijakkers + Tomesen uit Amsterdam. Zij maakten een ingebed paviljoen met een grote rieten kap, die twee gesloten bouwdelen aan elkaar verbindt.
Ongeveer op deze plek lag tot in de jaren zeventig van de twintigste eeuw al een bekende speeltuin met café (Van Rosmalen), maar na de sluiting daarvan had het terrein enkele decennia ongebruikt gelegen.
Behalve voor de bewoners van de aanpalende wijken Westereng en Oostereng, heeft het paviljoen heeft zich sinds de opening ook voor bezoekers aan het Goois Natuurreservaat in toenemende mate een eigen plaats verworven als entree, markerings- en herkenningspunt van de Bussummerheide, niet in het minst ook tijdens de coronacrisis. Sindsdien is de aanloop naar dit punt sterk gestegen, hetgeen ook blijkt uit de geregeld volle parkeerplaatsen.

## Bussummerheide
Aan de zuidkant grenst de wijk over de hele breedte direct aan de Bussummerheide, hetgeen zelfs voor het Gooi een unieke situering betekent. In de zuidwestpunt bezit Bussum het noordelijke stukje van de vroegere zanderij, aansluitend op de zogeheten Hilversumse sportvallei. Daar bevinden zich een drietal sportaccommodaties: het honkbalstadion van HCAW, het voetbalterrein van Allen Weerbaar (AW), en de sporthal De Zanderij.
Een spectaculaire voorziening vormt de in 2006 gereedgekomen natuurbrug Crailo, die via een breed zandlichaam in één 800 meter lange ruk over drie opeenvolgende hindernissen voert: de dubbele spoorlijn, het spooremplacement Crailoo en de provinciale weg, en zo aansluiting geeft op het Spanderswoud bij Hilversum. Hij is niet voor gemotoriseerd verkeer toegankelijk, maar vormt het domein van ruiters, fietsers, wandelaars en de op de heide en in het bos vrij levende dieren, waaronder reeën. Doordat deze brug op de oorspronkelijke hoogte van de door afgraving ontstane utilitaire terreinen ligt, wordt het natuurgebied weer aangeheeld en ligt de ondergelegen infrastructuur nu als het ware in een tunnel.
Op de Bussummerheide is nog een restant aanwezig van een opgeworpen schans, die tijdens de Eerste Wereldoorlog als verdedigingswerk aangelegd was. Deze geaccidenteerde strook wordt in de volksmond 'de Hobbelpaadjes' genoemd.

## Kerken
De kerkelijke voorzieningen weerspiegelden oorspronkelijk de samenstelling van de bevolking in deze grote, na-oorlogse uitbreidingswijk.
- De voorheen katholieke Sint-Jozefkerk (Ceintuurbaan, hoek Laarderweg) is ontworpen door architect H. van Putten, 1952-1953. Opvallend is de losse klokkenstoel uit 1960.[19] De kerk is thans in gebruik bij de Koptische kerk.

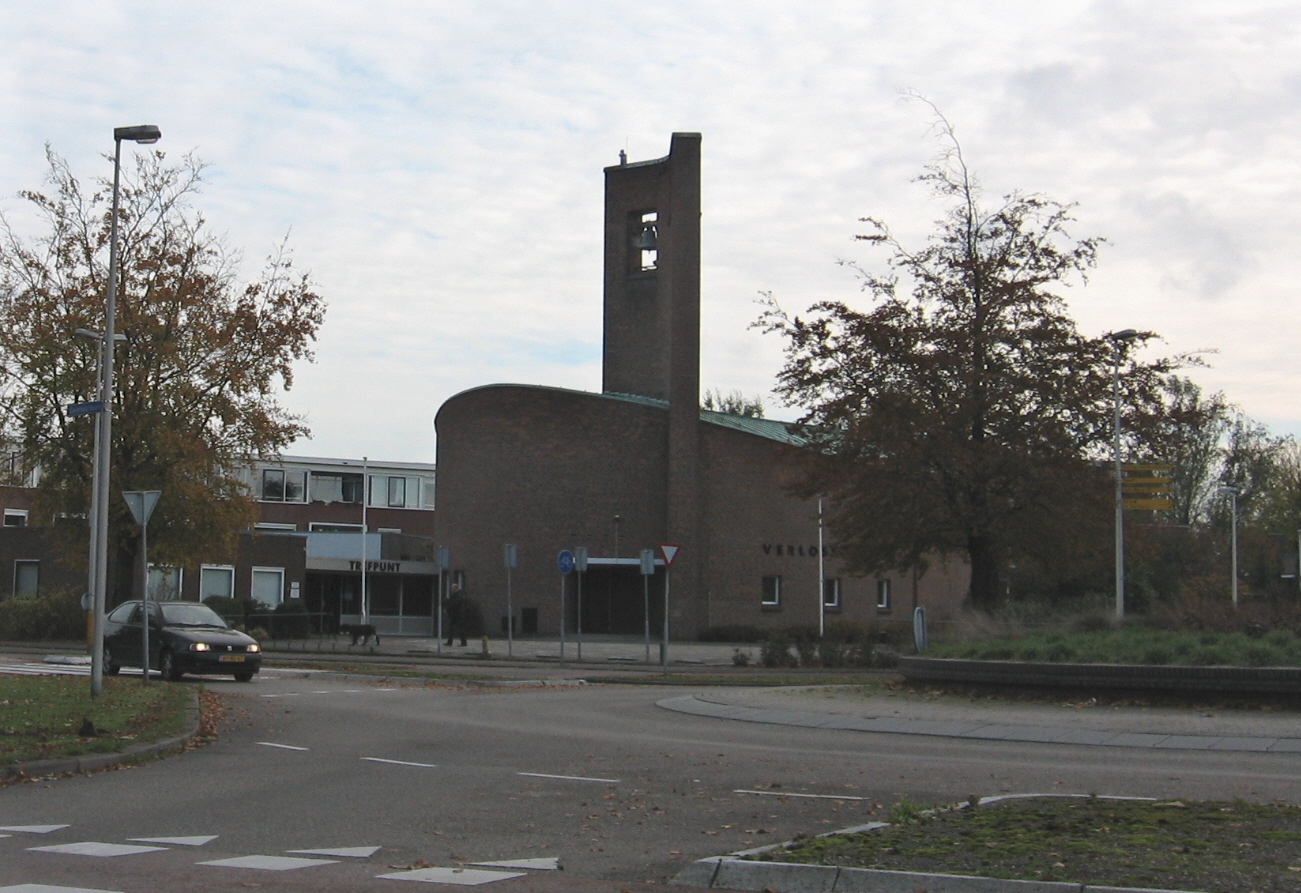
De voormalige hervormde Verlosserkerk (H.A. Lorentzweg, hoek Ceintuurbaan) uit de jaren vijftig

- De oorspronkelijk hervormde Verlosserkerk , nadien SoW Gemeente Bussum, ligt aan de H.A. Lorentzweg (hoek Ceintuurbaan). Het gebouw, wegens zijn vorm ook wel de "Scheepjeskerk" genoemd,[20] is uit 1956 en is ontworpen door het architectenbureau Nielsen, Spruit en Van de Kuilen.[21] De kerkelijke functie is in 2020 beëindigd. Naast de kerk is een ontmoetingscentrum, 'Trefpunt', gevestigd[22] Er wordt nagedacht hoe het terrein te gaan gebruiken in de toekomst en er eventueel woningen te gaan bouwen, verdeeld over twee verschillende flatgebouwen.[23]
- De vroegere gereformeerde Zuiderkerk aan de Ceintuurbaan/Abraham Kuyperlaan, een zaalkerk uit 1956 in traditionalistische stijl, is gesloopt in 2003 en vervangen door een wooncomplex van stadswoningen en appartementen (gebouw Freya).[24][25] De kerk werd in oktober 1999 overbodig, toen men in SoW-verband de nabij gelegen NH Verlosserkerk aan de Lorentzweg ging gebruiken. Die kerk is daartoe in 1998 fors verbouwd voor ruim fl. 400.000 (ca. € 181.600).

## Gemeentelijke Monumenten
- de Verlosserkerk
- woningen aan de Jan Bottemastraat nr. 4-54 ( type Nevamo-Airey )
- de voormalige Kolonel Palmkazerne

## Andere markeringspunten

### Station Bussum Zuid
Aan het westelijk einde van de wijk ligt, aan de overzijde van de spoorlijn en lager gelegen, het gelijknamig spoorwegstation Bussum Zuid, een parkeer- en reis-station, dat in mei 1966 werd geopend. Bij dit station ligt een Bastion-hotel en een ruim parkeerterrein, ten dele ook bestemd voor vrachtwagens. Met de heringebruikname van station Hilversum als intercitystation in december 2007 is de sneltrein serie 5800 (Amsterdam Centraal-Amersfoort vervangen door een sprinter, waardoor Bussum Zuid een kwartierdienst met Hilversum, Naarden-Bussum en Weesp heeft gekregen. Sindsdien wordt het parkeerterrein van station Bussum Zuid ook veel door Hilversummers en andere niet-Bussumers gebruikt en is het op weekdagen zwaar overbelast.

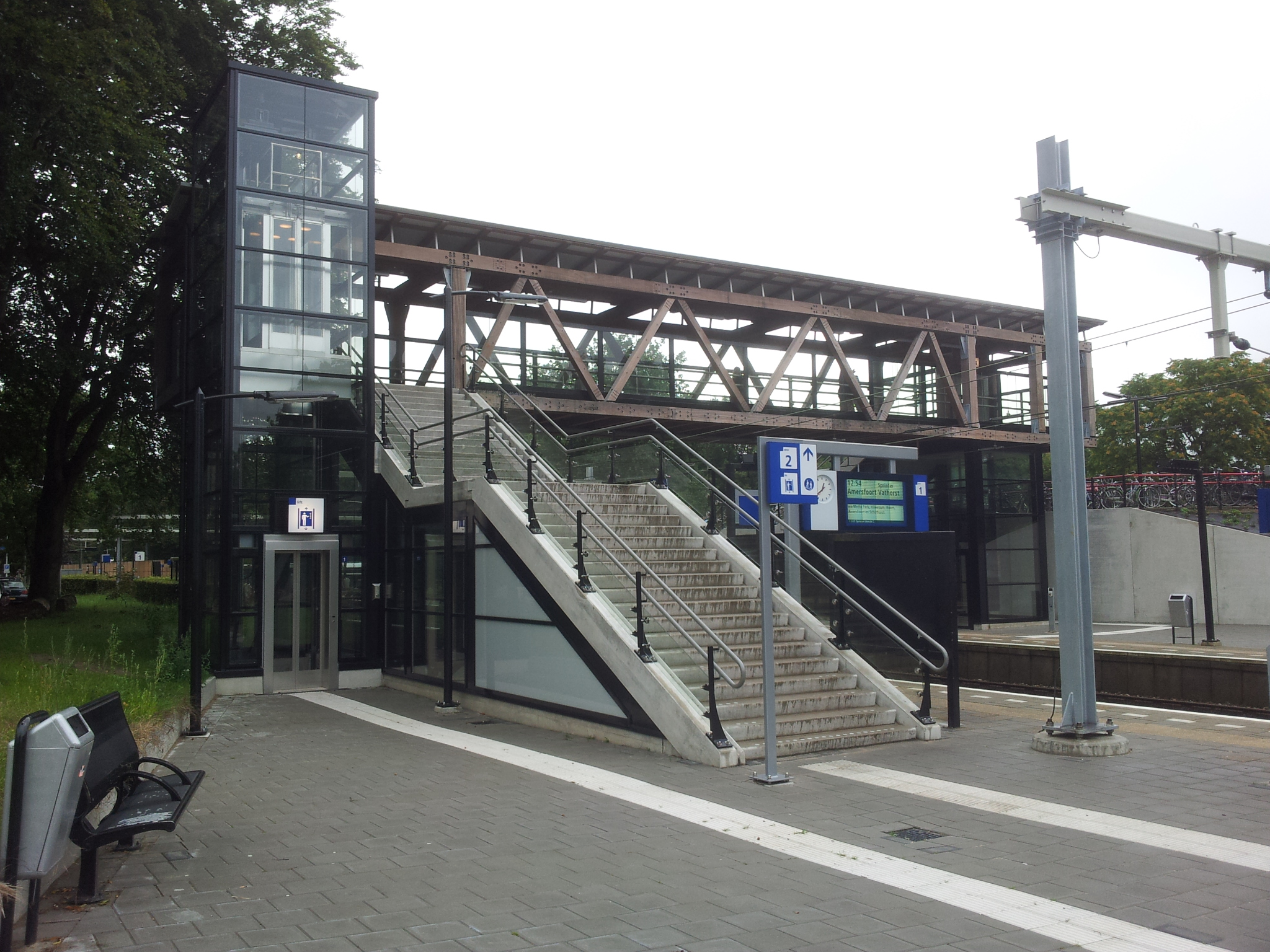
Station Bussum Zuid, traverse (2015)

### Buurtschap Crailo
Aan het oostelijk einde van de wijk ligt de voormalige Kolonel Palmkazerne, met militaire oefenterreinen van de vroegere legerplaats en het voormalige AZC Crailo. De Kolonel Palmkazerne werd in 1939 in gebruik genomen. Zij sloot begin 2006. In 2021 is gestart met de sloop van enkele gebouwen op het terrein; de kazerne zal later een nieuwe woonbestemming krijgen.
De Buurtschap Crailo ligt op het knooppunt van de gemeenten Gooise Meren (Bussum), Hilversum en Laren. Het totale terrein heeft een oppervlakte van ca. 60 ha en was vroeger nagenoeg volledig in eigendom bij het rijk. Het projectterrein Crailo is in 2007 aangekocht door de Provincie Noord-Holland met de bedoeling het hele gebied, waarin drie gemeenten zijn betrokken, gecoördineerd te ontwikkelen.
In 2020 is begonnen met een eerste opzet van ideeën en plannen, te concretiseren in een nieuwe woonwijk in samenhang met bedrijven.

## Herdenking verzetsgevallenen
- Op de Bussummerheide ten zuiden van de Dorotheagaarde verheft zich een groot houten kruis, met daarop de namen van een zestal mannen uit het verzet en hun jaartallen, op de plek waar zij in 1941 en 1942 doodgeschoten zijn. Het ging om Lodewijk van Hamel, Anne Anton Bosschart, Rudolf Pieter s’Jacob, Cornelis van der Vegte, Han van Zomeren en H.C.J. van Ginhoven, geen van allen Bussumers.[28]
- Op 4 mei 2020 werden voor de 75ste keer de gevallenen in de Tweede Wereldoorlog herdacht. Ter gelegenheid hiervan werd er aan de zijwand van het huis aan de Fokke Bleekerstraat 1 een grote plaquette bevestigd met daarop de namen van elf verzetsmensen onder wie Jan Bottema, Jan Thijssen en Pierre Versteegh, die allemaal woonachtig waren in Bussum en naar wie in de wijk Westereng straten zijn vernoemd.[29][30][31] In 2023 werd op 4 mei met een korte plechtigheid, vlak bij deze plek een bord met aanvullende informatie onthuld.[32]

## Galerij

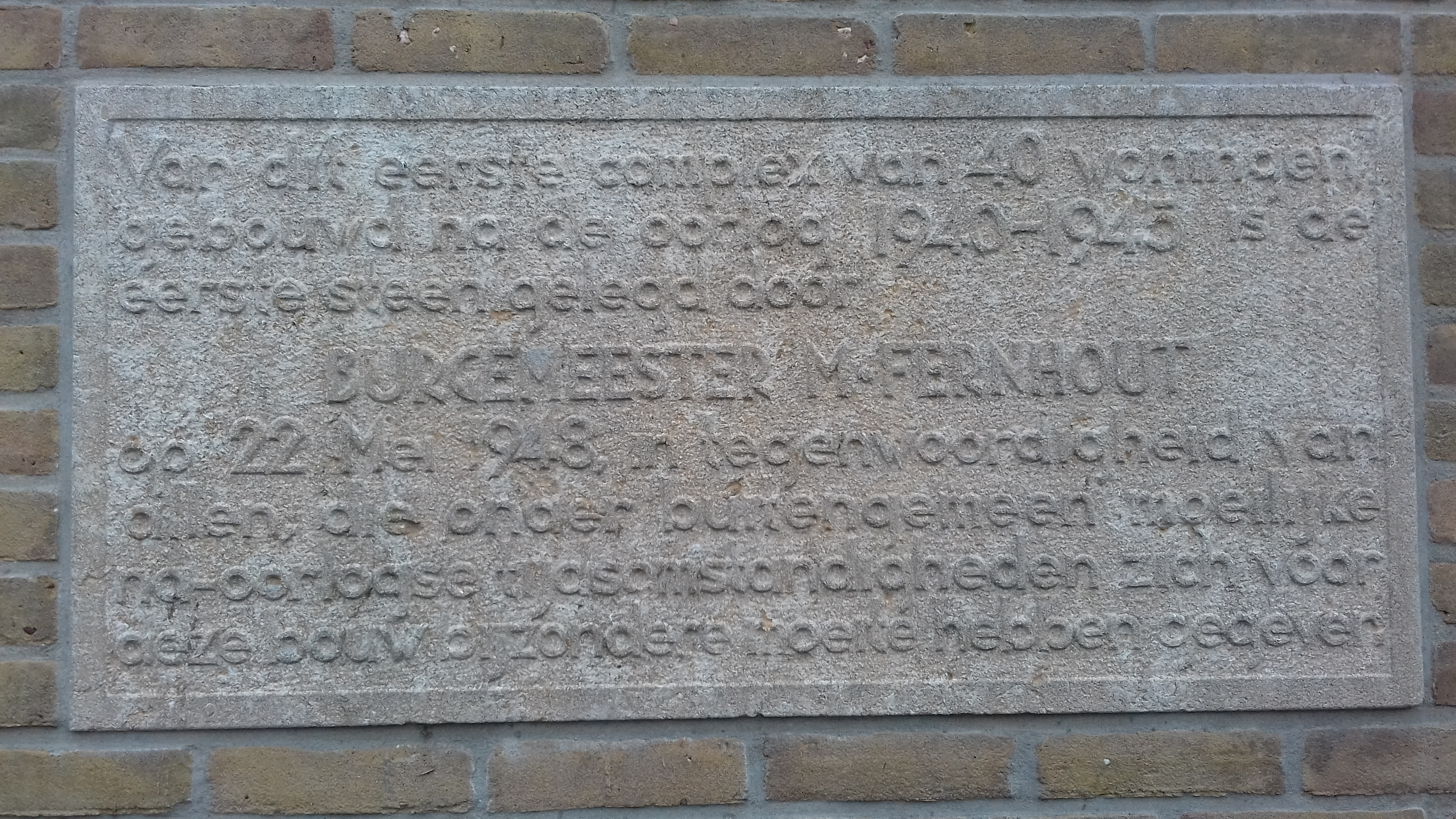
Gevelsteen, eerste woningen Bussum-Zuid in 1948
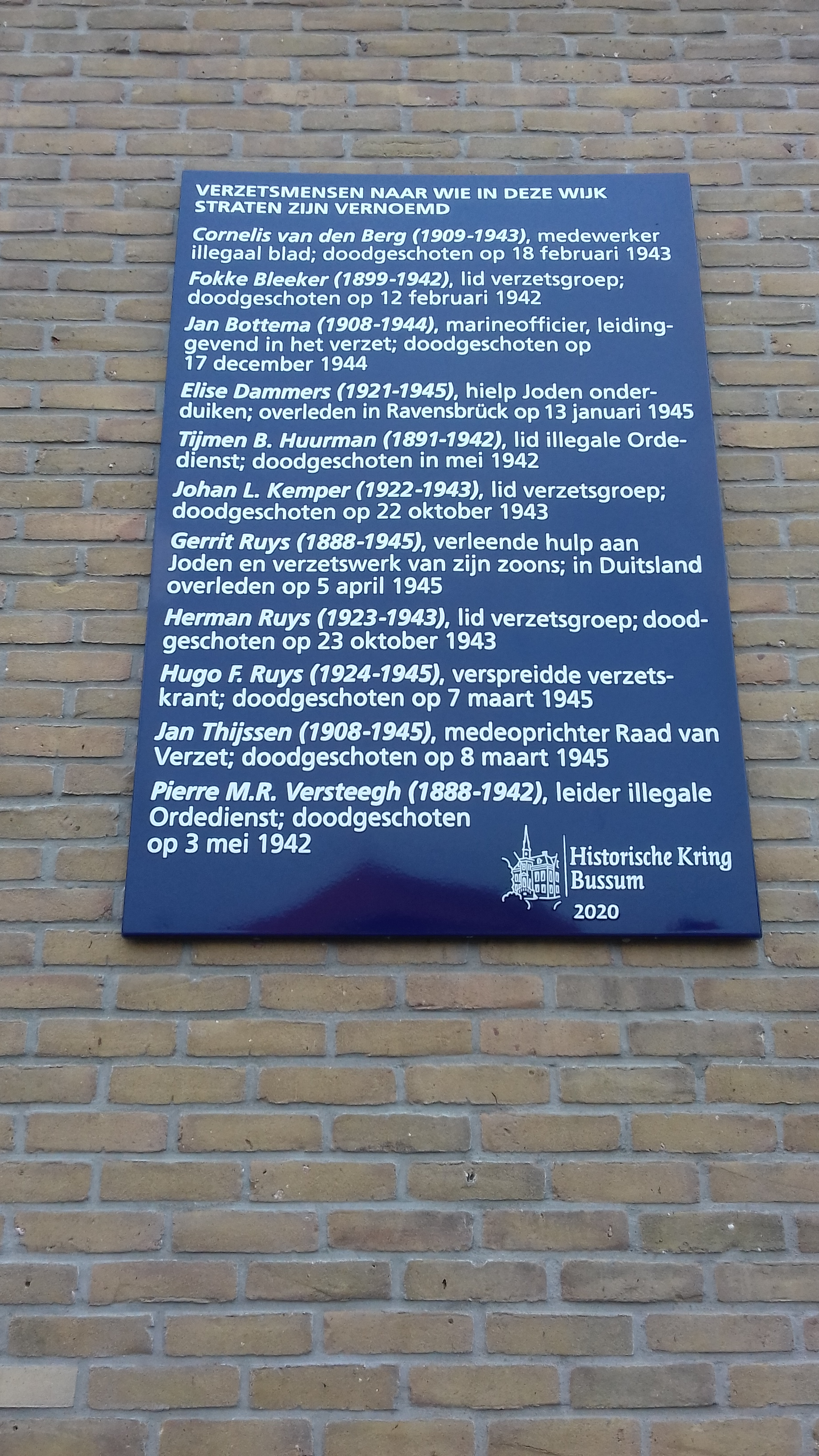
Verzetsplaquette, Westereng Bussum-Zuid
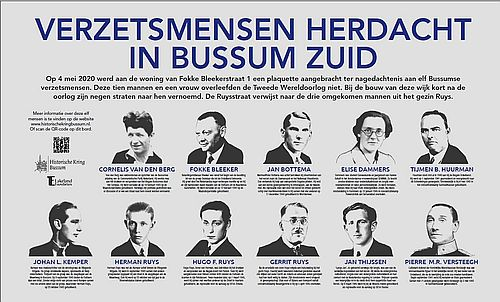
Informatiepaneel verzetsmensen herdacht in Bussum-Zuid
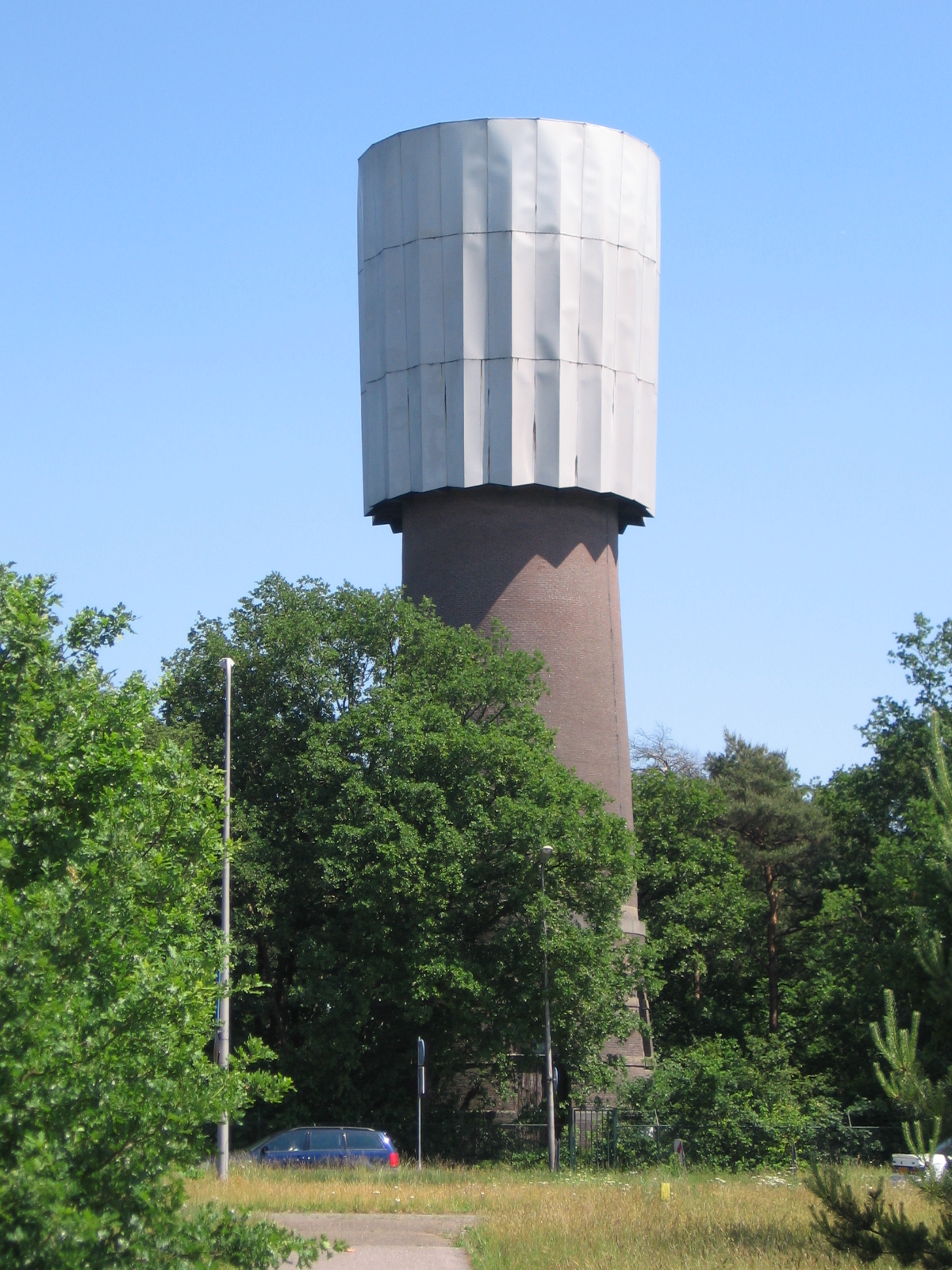
De watertoren uit 1897 met zijn provisorische aluminium mantel (1967), voor de renovatie (2009)
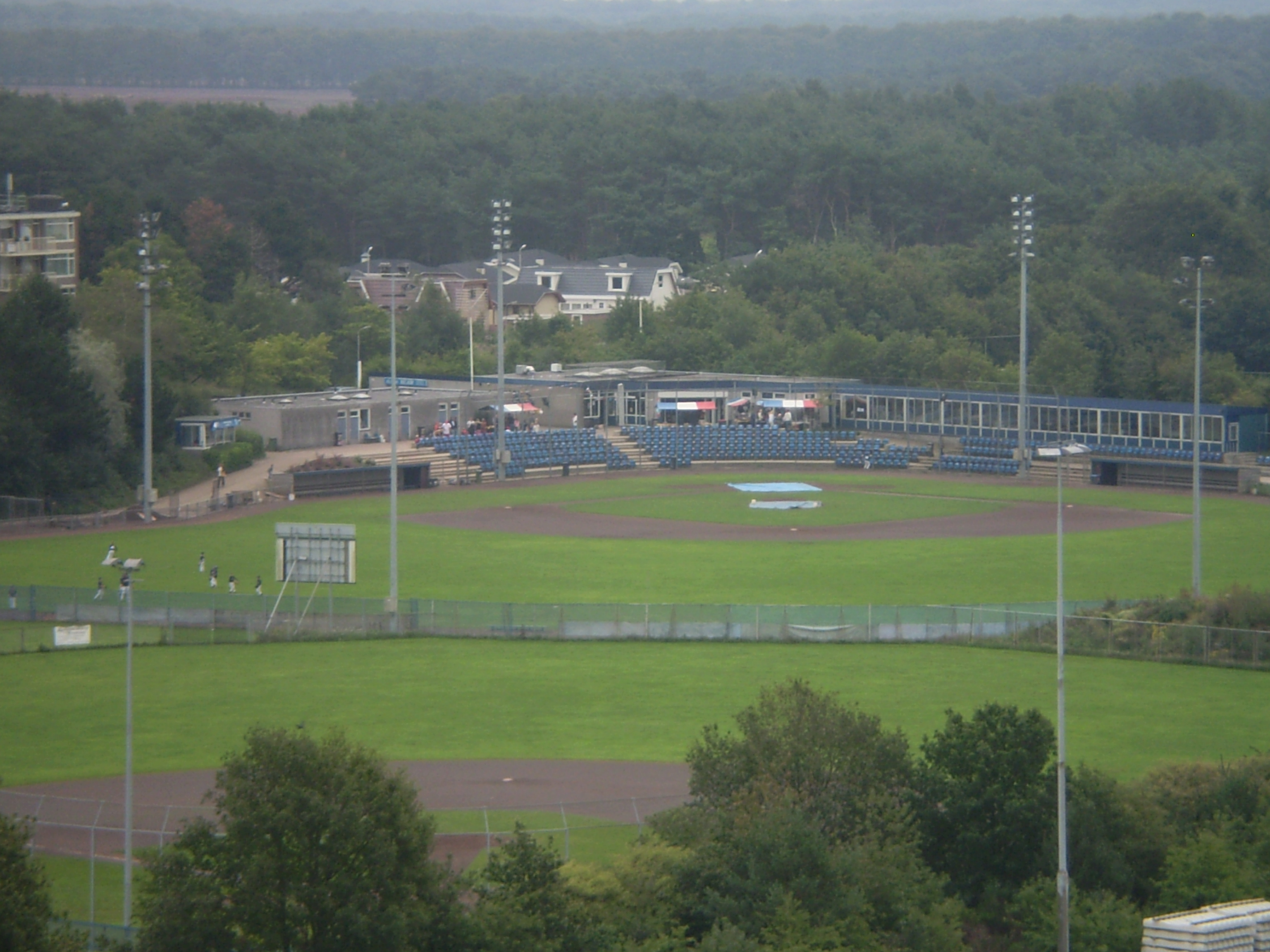
HCAW-honkbalcomplex met stadion gezien vanaf de watertoren
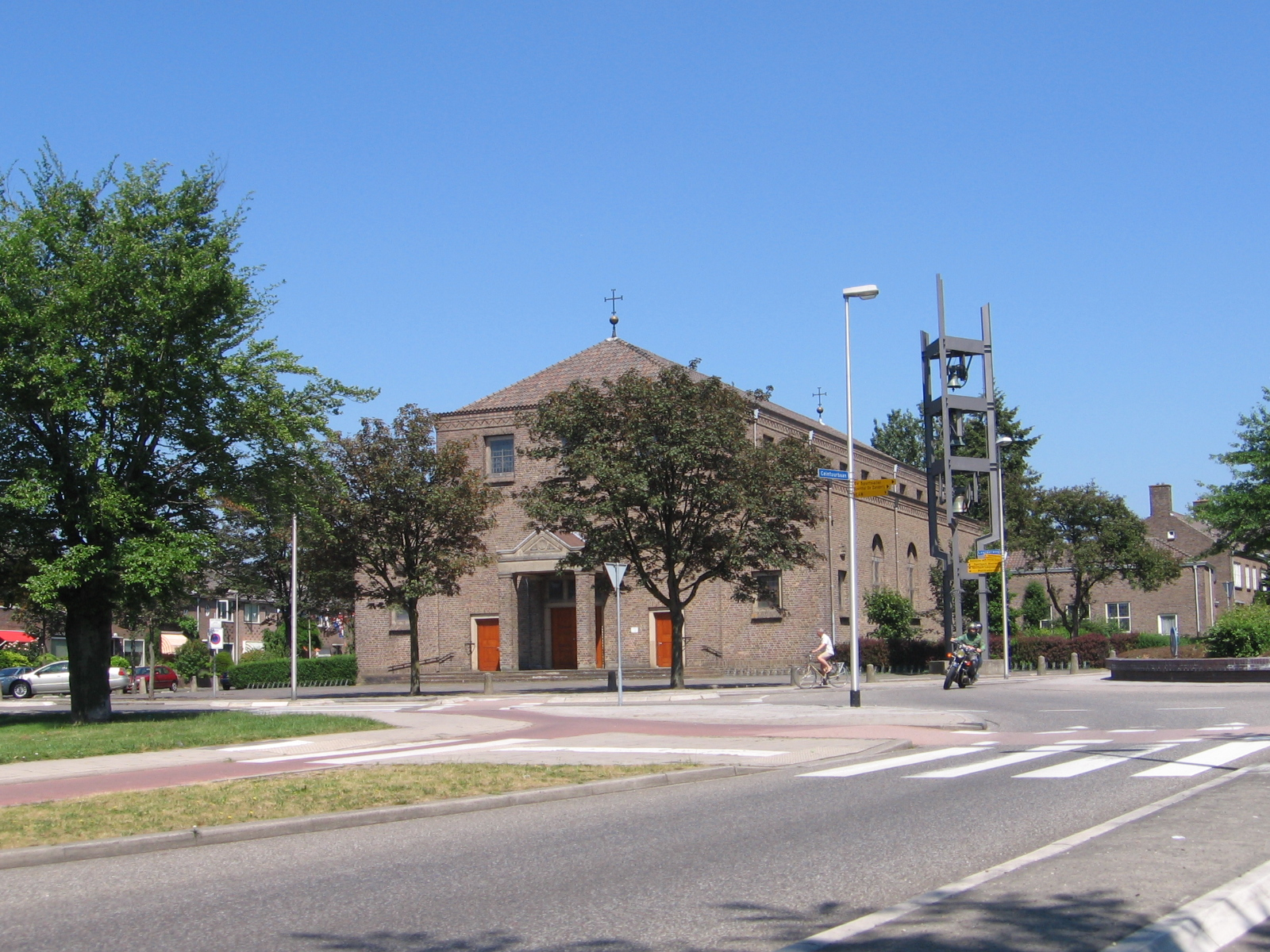
De voorheen katholieke Sint-Jozefkerk aan de Ceintuurbaan hoek Laarderweg uit de jaren vijftig
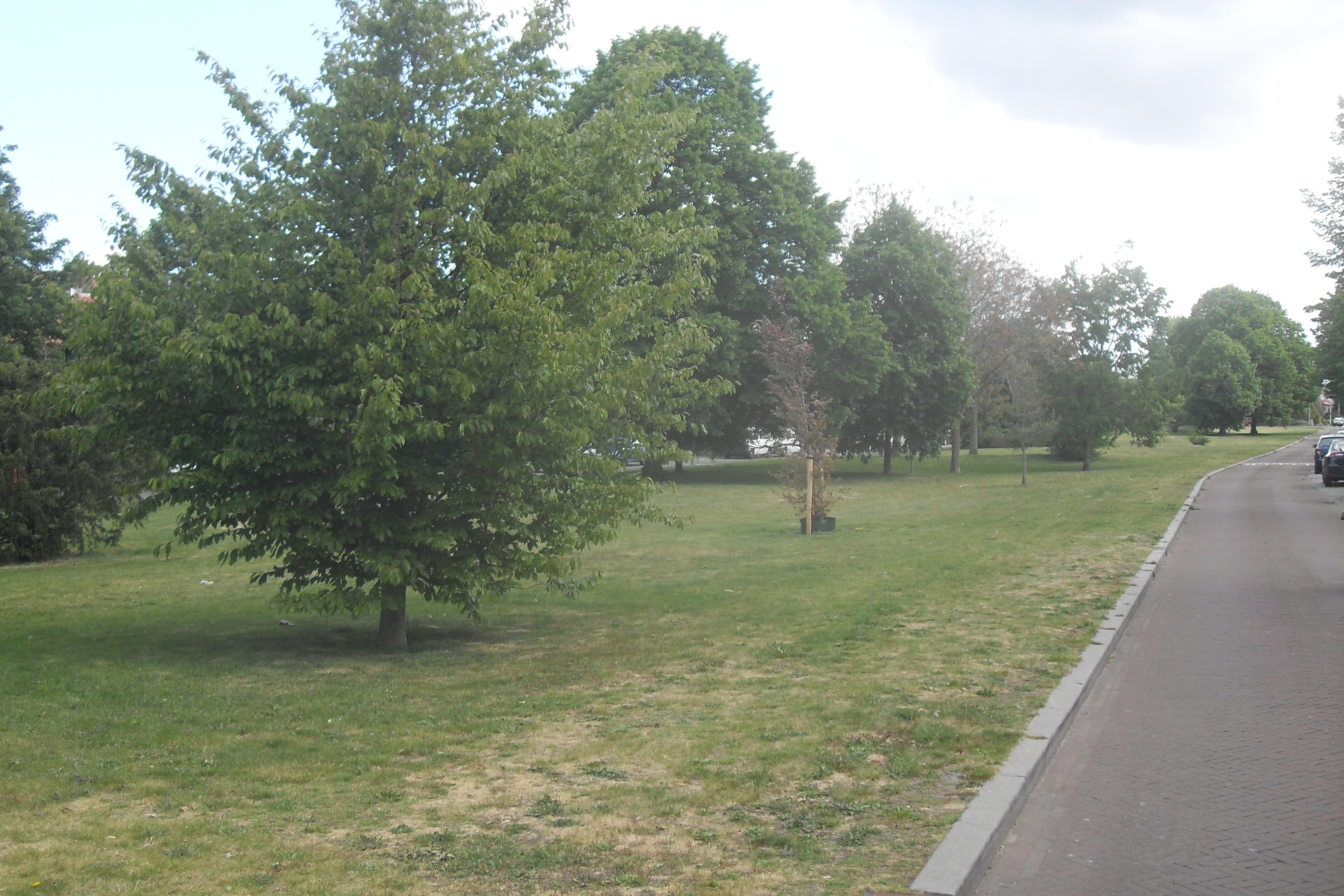
Prinses Magriet Plantsoen, Westereng
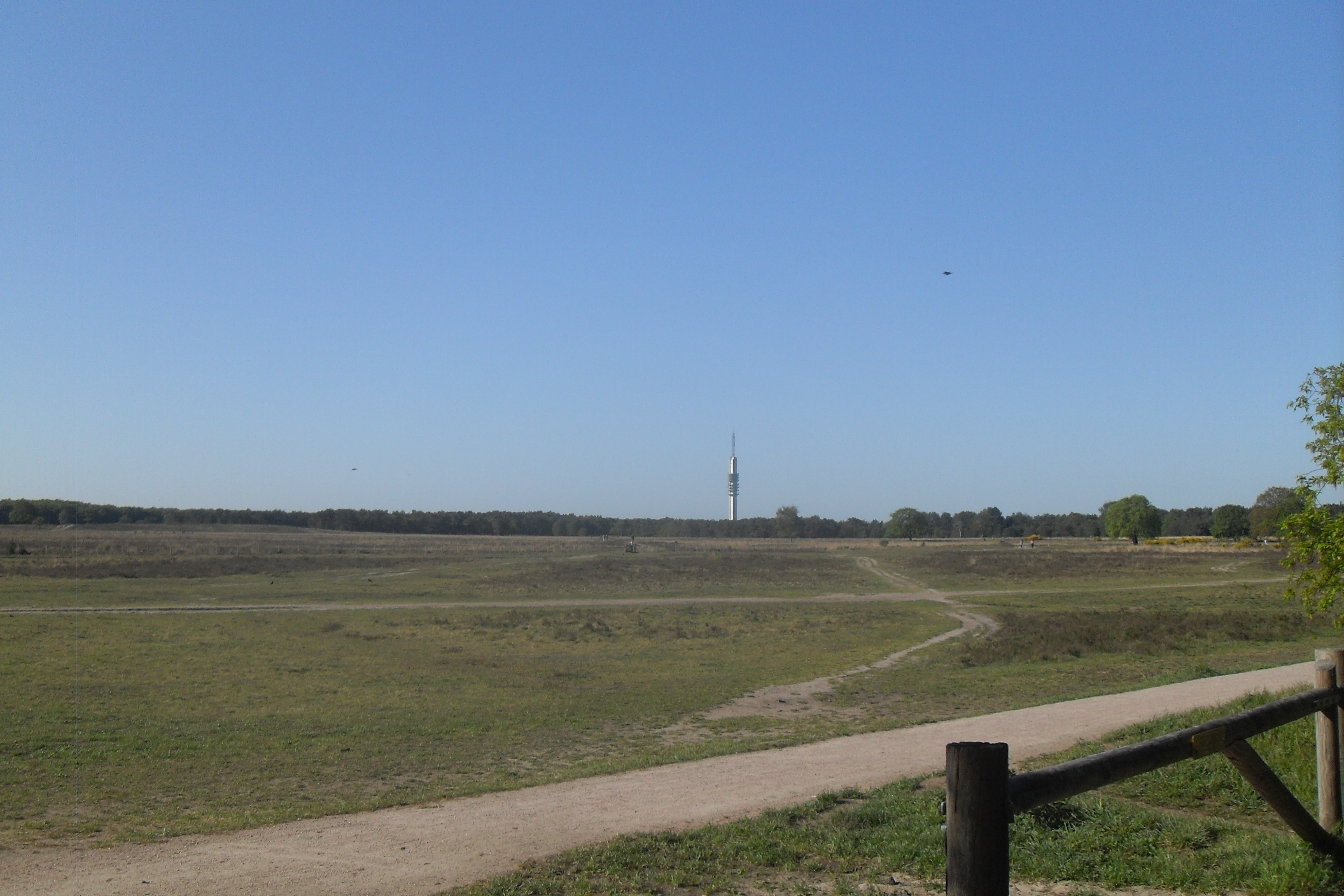
Bussummerheide. Op de achtergrond de Hilversumse tv-toren
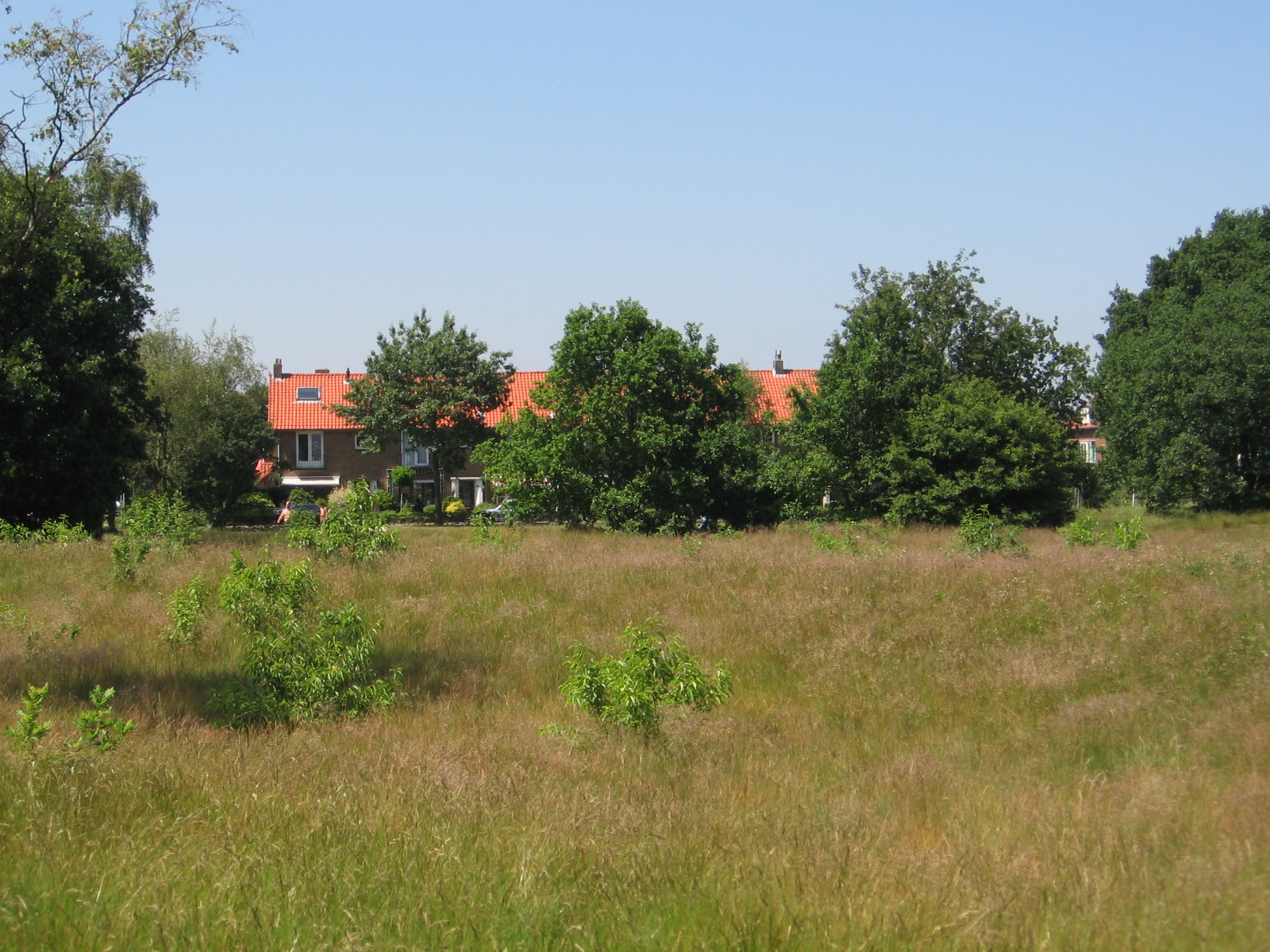
Bebouwing langs de Bussummerheide, Randweg (Westereng)
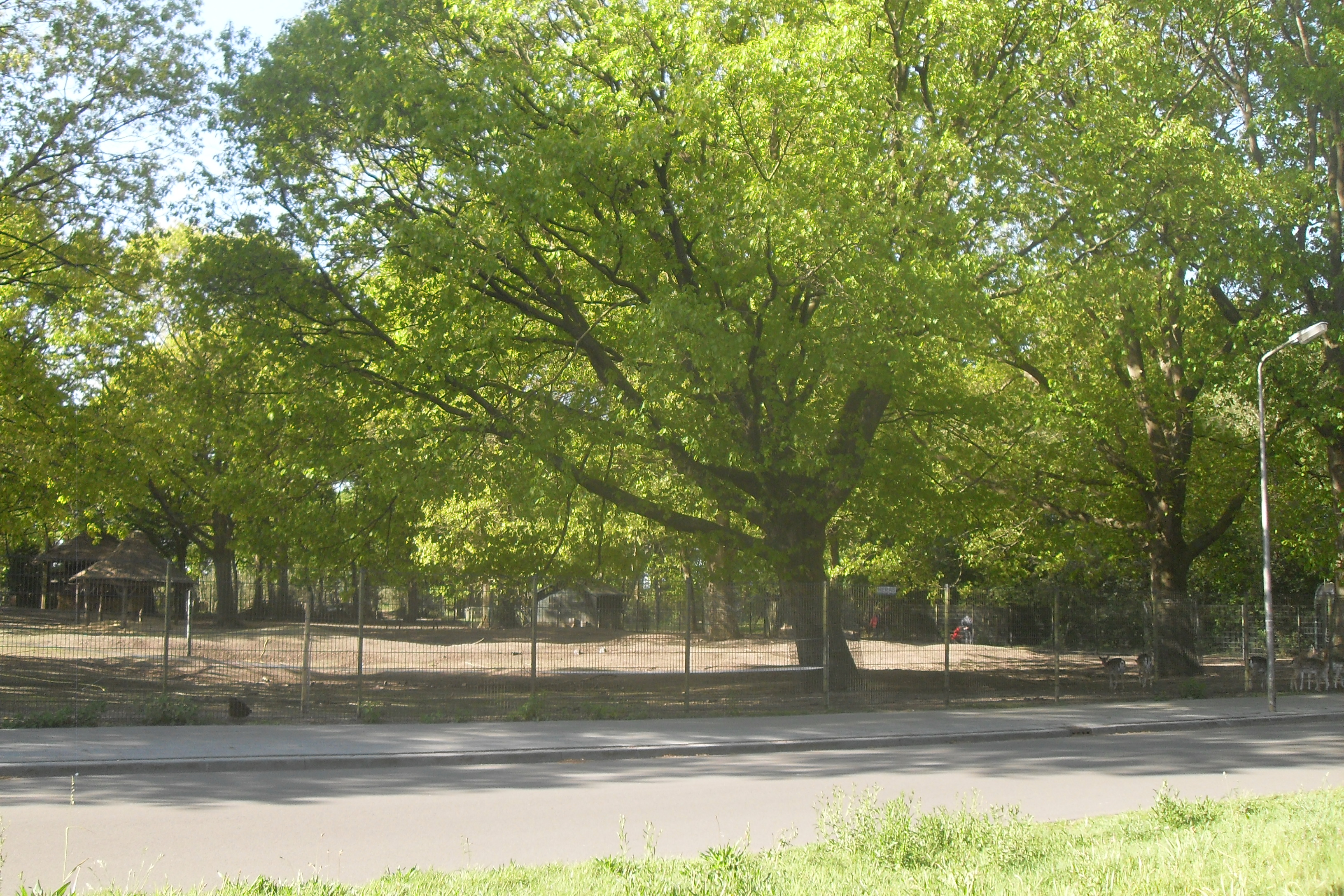
Hertenkamp, Bussum-Zuid
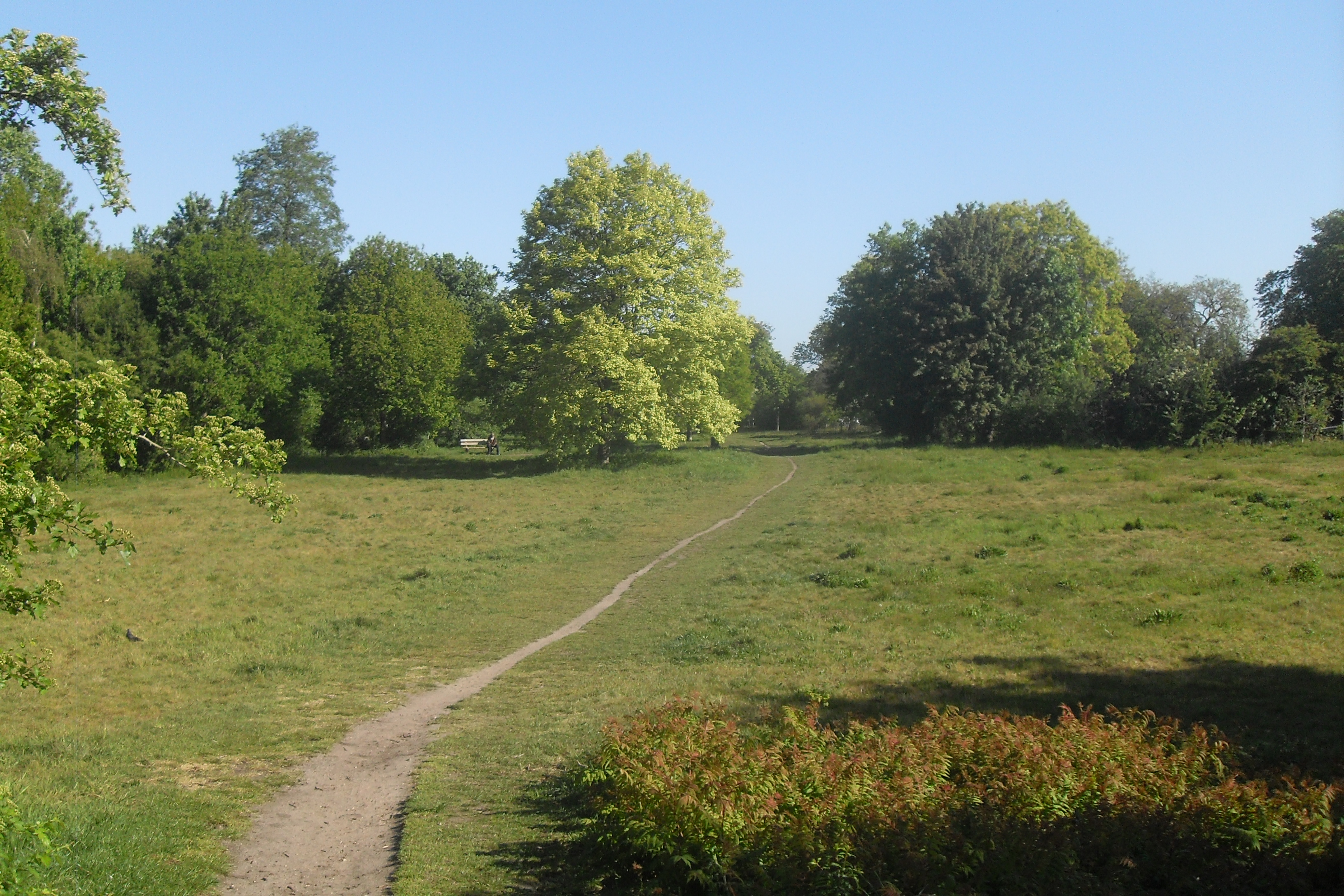
De 'Groene Long', Bussum-Zuid
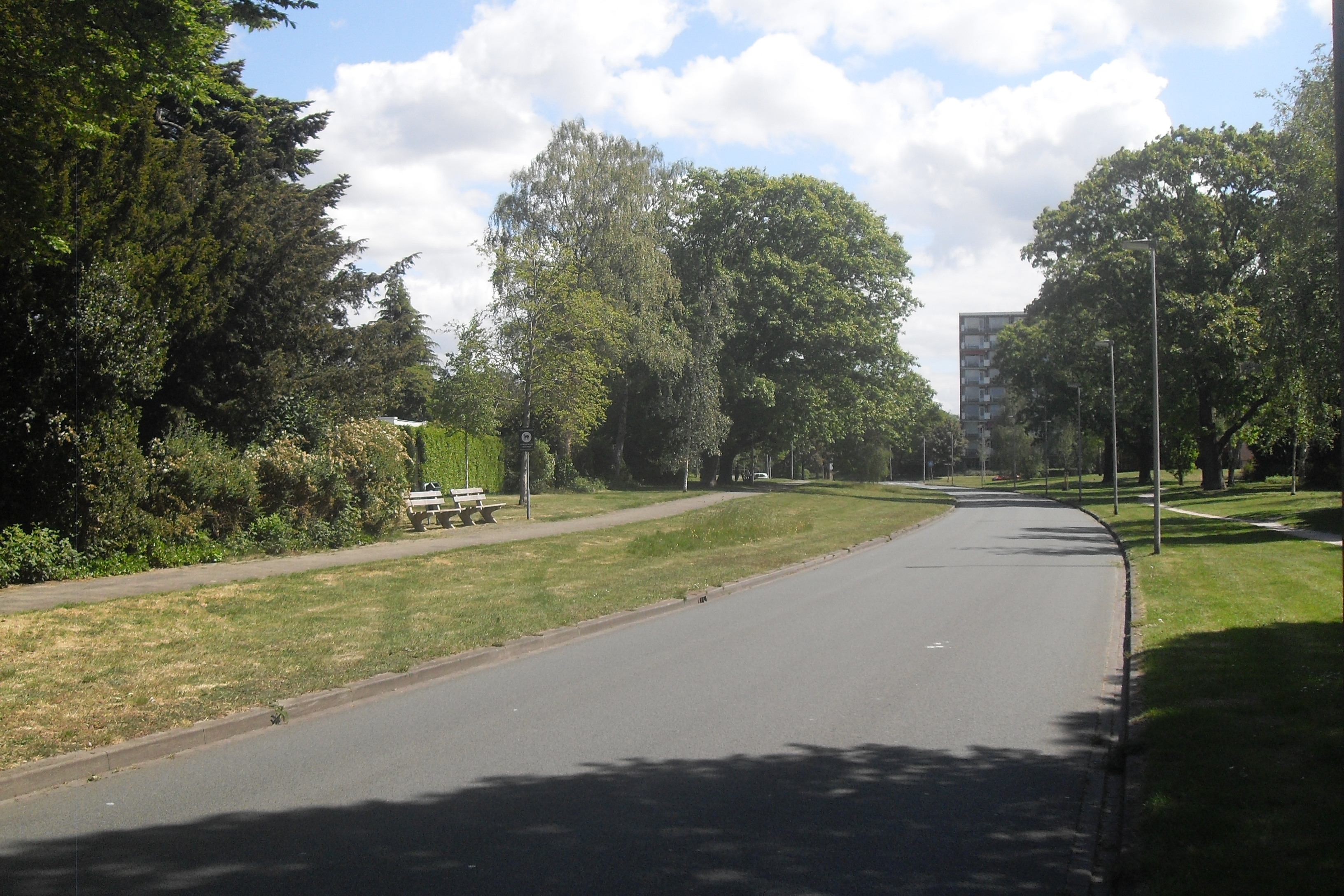
Koekoeklaan in oostelijke richting, Oostereng
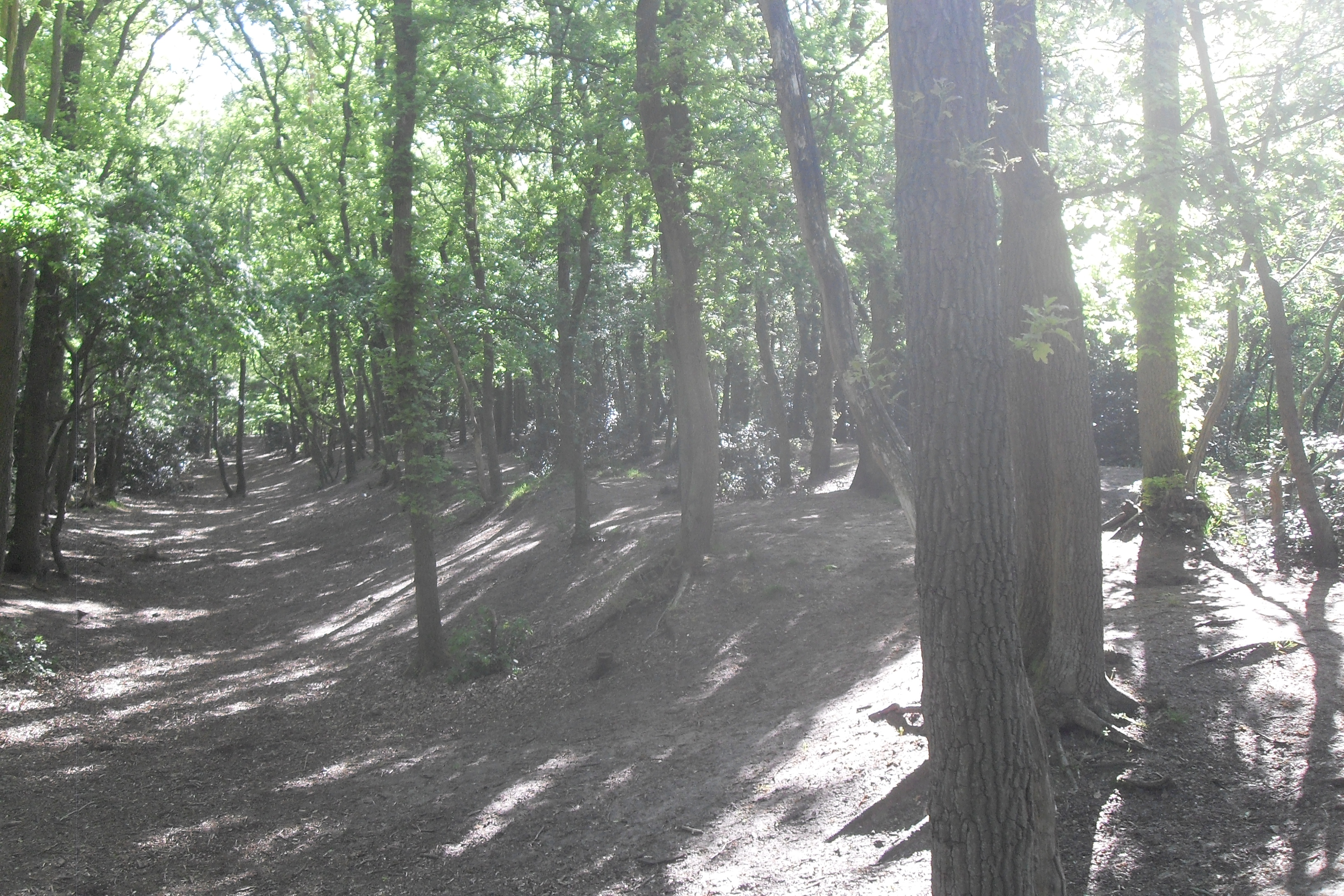
Hobbelpaadjes, Bussummerheide
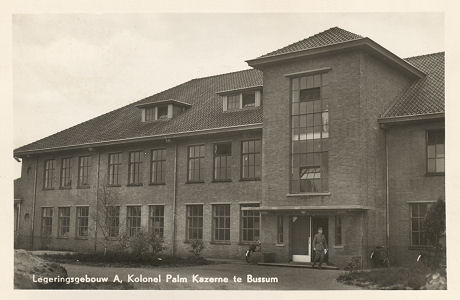
Voormalige Kolonel Palmkazerne

Brediuskwartier ·
Bussum-Zuid ·
Centrum ·
Franse Kamp ·
Het Spiegel ·
Hooftlaan ·
Landstraat-Noord ·
Ooster Eng ·
Oude Dorp ·
Prins Hendrikpark ·
Wester Eng